# Myosotis kolakovskyi
Myosotis kolakovskyi är en strävbladig växtart som beskrevs av A.P. Kliokhrjakov. Myosotis kolakovskyi ingår i släktet förgätmigejer, och familjen strävbladiga växter. Inga underarter finns listade i Catalogue of Life.